# Svatovavřinecké

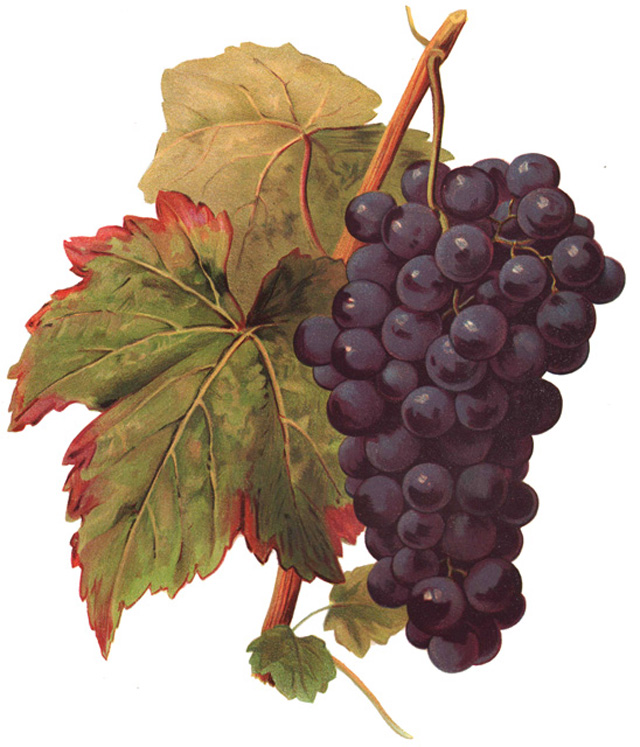
Kresba odrůdy Svatovavřinecké z publikace Ampélographie, Viala et Vermorel

Svatovavřinecké (zkratka Sv, mezinárodní název Saint Laurent) je středně pozdní moštová odrůda révy vinné (Vitis vinifera), používaná k výrobě červených vín. Odrůda náleží k širší rodině odrůd Pinot, vznikla patrně ve francouzském regionu Alsasko, spontánním křížením odrůdy Pinot Noir se zatím blíže neurčenou odrůdou.

## Popis
Réva vinná (Vitis vinifera) odrůda Svatovavřinecké je jednodomá dřevitá pnoucí liána, dorůstající v kultuře až několika metrů. Kmen tloušťky až několik centimetrů je pokryt světlou borkou, která se loupe v pruzích. Úponky révy jsou středně dlouhé až dlouhé, umožňují této rostlině pnout se po pevných předmětech. Růst je bujný až středně bujný s polovzpřímenými letorosty. Včelka je zelenobílá, silně ochlupená, okraje jsou jemně načervenalé. Vrcholek letorostu je otevřený, bělavě zelený, slabě až průměrně bíle vlnatě ochmýřený, slabě pigmentovaný antokyaniny. Internodia jsou krátká a poměrně tenká, tak jako nodia jsou na zastíněné straně zelená, na osluněné tmavě fialová, pupeny jsou průměrně pigmentované antokyaniny. Mladé lístky jsou zelené s bronzovými skvrnami, slabě pigmentované antokyaniny, pavučinovitě až slabě vlnatě ochmýřené. Jednoleté réví je rýhované, eliptického průřezu, tmavě až červenavě hnědé, v uzlech a kolénkách s mírným odstínem do fialova. Zimní pupeny jsou velké, široké, tupé, typické jsou dvojité pupeny.
List je středně velký, tmavozelený, kožovitý, tvar čepele je pětiúhelníkový, tří- nebo pěti-, vzácněji až sedmilaločnatý s mělkými horními bočními výkroji. Vrchní strana čepele listu je slabě až středně puchýřnatá, spodní jemně chloupkatá. Řapíkový výkroj je buď uzavřený až překrytý s vejčitým průsvitem, nebo otevřený, lyrovitý, řapík listu je kratší až středně dlouhý, stejně dlouhý, jako medián listu, načervenalý až zelenofialový, mírně načervenalá je i žilnatina v okolí připojení řapíku. Listí révy je na podzim částečně až celoplošně tmavě červené.
Oboupohlavní pětičetné květy v hroznovitých květenstvích jsou žlutozelené, samosprašné. Plodem je středně velká (1,3 g), kulatá až vejčitá, průměrně, celoplošně voskovitě ojíněná bobule se středně silnou slupkou modročerné barvy, dužnina je bez zabarvení, měkká, řídká, příjemně sladké, plné, neutrální chuti. Semeno je kulaté, středně velké, zobáček je delší. Stopečky bobulí jsou průměrně dlouhé, obtížně oddělitelné. Hrozen je středně velký (120–150 mm, 130 g), krátce válcovitě-kuželovitý, hustý a kompaktní, často s křidélky, s krátkou až středně dlouhou, značně silnou, průměrně lignifikovanou stopkou.

## Původ a rozšíření

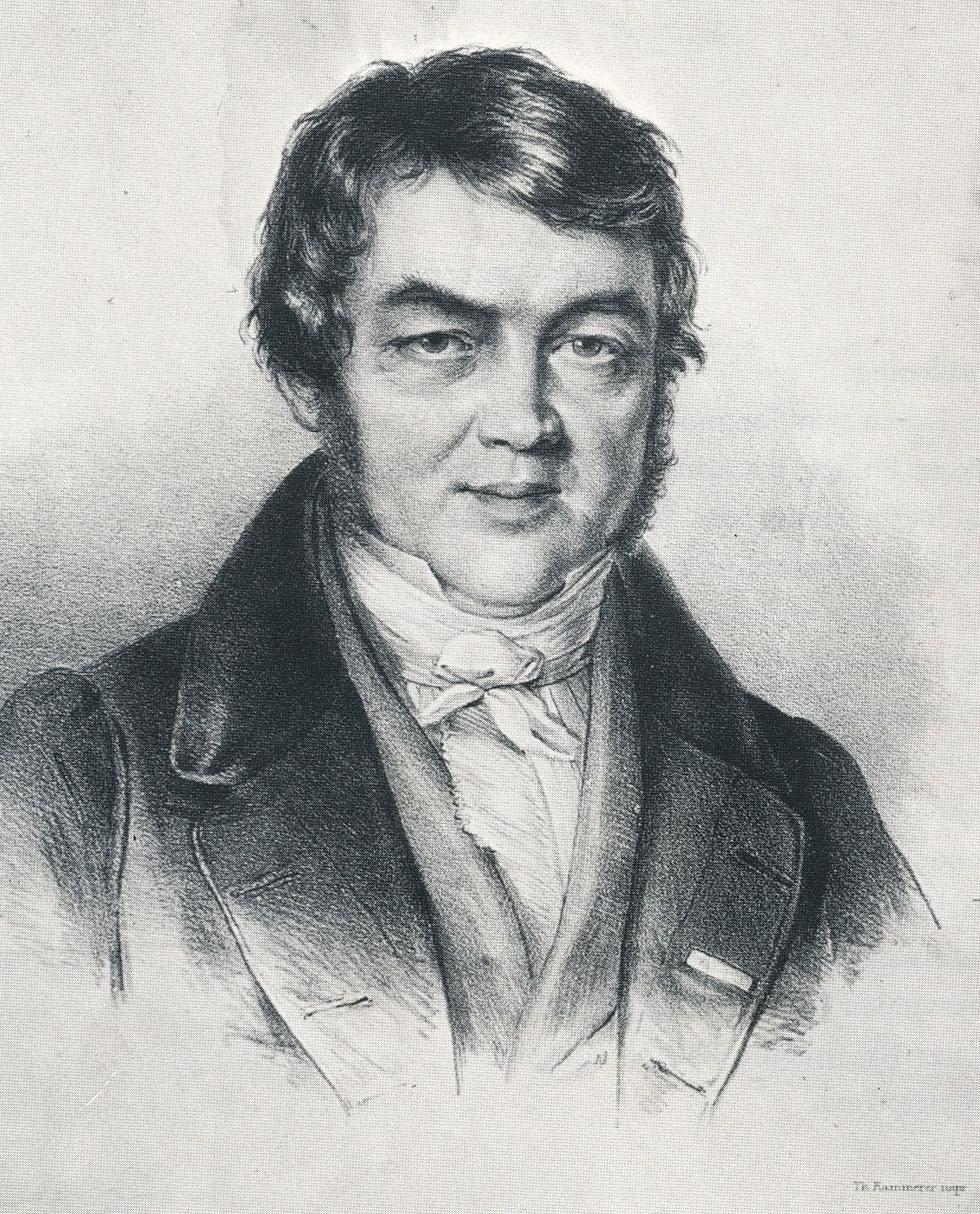
Johann Philipp Bronner

Svatovavřinecké je moštová odrůda révy vinné (Vitis vinifera), pocházející z Francie, patrně z regionu Alsasko, jak předpokládal již francouzský ampelograf a šlechtitel Oberlin (1831–1915), odrůda se zde pěstovala pod názvem Schwarzer prokazatelně již v 18. století. Již počátkem 19. století vyvrátil francouzský ampelograf Victor Vermorel (1848–1927) hypotézu, že odrůda má původ v obci Saint-Laurent-Médoc v regionu Bordeaux, nepochází ani z obce Saint-Laurent-d'Agny v departementu Rhône, která má blíže nespecifikovanou modrou odrůdu ve svém znaku, ani z obce Saint-Laurent-du-Var v regionu Provence.
Dlouho bylo předmětem sporu, zdali je jedno z mnoha synonym odrůdy, název Pinot Saint-Laurent, chybné, přesněji řečeno, zdali odrůda skutečně náleží do rodiny odrůd Pinot. Genová analýza, provedená roku 2000 v Rakousku, tuto hypotézu potvrdila, odrůda Svatovavřinecké náleží do širší rodiny odrůd Pinot a je pravděpodobně křížencem odrůdy Pinot Noir se zatím blíže neurčenou odrůdou.
Svatovavřinecké se z území dnešní Francie rozšířilo do Německa v polovině 19. století, zásluhou německého lékaře a vinaře Johanna Philippa Bronnera, odtud se odrůda zanedlouho dostala i do sousedních zemí. V současné době není ve Francii prakticky pěstována, v Rakousku se roku 2007 nacházelo 795 hektarů, hojná je v regionech Thermenregion a Neusiedlersee, v Německu 675 ha, převážně v regionech Rheinhessen a Rýnská Falc, na velmi malých plochách je pěstována ještě v Lucembursku a ve Švýcarsku, celkově roku 2007 na ploše asi 3.500 hektarů.
V Česku se Svatovavřinecké začalo pěstovat po roce 1900, kolem roku 1935 tvořilo 1 % plochy vinic, v roce 1995 již 9,7 % a roku 2010 pak 8,3 % celkových ploch vinic Česka. Největší plochy vinic této odrůdy se nacházejí právě v Česku. V současné době je v Česku stále nejpěstovanější modrou odrůdou a třetí nejrozšířenější odrůdou vůbec, ale trendem je mírné snižování ploch vinic. Průměrný věk vinic je 26 let, to ji činí nejstarší modrou odrůdou v Česku. Odrůda je vhodná pro pěstování v obou vinařských oblastech Česka. Nyní se nejvíce podílí na porostech vinohradů ve vinařské podoblasti Litoměřické, v okolí Mostu a Velkopavlovické v okolí Brna, rozšířenější je i v okolí Bzence, tedy v podoblasti Slovácké.
Do Státní odrůdové knihy České republiky byla odrůda zapsána již v roce 1941. Je zapsána také v Listině registrovaných odrůd na Slovensku. V roce 1989 byly povoleny klony PO-7/5, KA-6/12, PO-10/7, KA-4/10 a KA-4/8, roku 2007 byl k registraci navržen klon 3/52. Roku 2006 byla odrůda v Česku vysazena na ploše 1.682 hektarů. Udržovateli odrůdy v Česku jsou Ing. Alois Tománek, Ing. Miloš Michlovský, CSc., Šlechtitelská stanice vinařská Polešovice, ŠVS Velké Pavlovice, CARC a jeho Výzkumná stanice vinařská, Karlštejn.

## Název

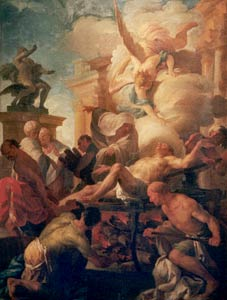
Umučení Svatého Vavřince, Vincent Cannizzaro

Název odrůdy je odvozen od data zaměkání hroznů, v jižních polohách Francie se většinou začínají barvit na Svatého Vavřince, tedy 10. srpna. Zlí jazykové tvrdí, že toho času jsou hrozny odrůdy opékány sluncem tak, jako byl zaživa upečen nebohý světec a mučedník.
Další, lokálně používaná synonyma odrůdy Svatovavřinecké jsou: Сен Лоран, Пино Сен Лоран, Сватовавринецке, Вавринак, Сваты Вавринец, Лаурентраубе, Лоренцтраубе, Шварце, Вавринецкий красный (vše Rusko), Blauer Saint Laurent (Německo, Rakousko), Chvartser, Laurenzitraube, Laurenztraube (Německo), Lorenztraube, Lorentstraube, Lovrenac Crni, Lovrijenac Crni (Chorvatsko), Négret de Coutanceau, Pinot St. Laurent (Itálie, Francie), Sankt Lorenz Traube, Saint Laurent, S. L. Noir, Saint Lorentz, Sankt Laurent, S. Lorentz, Schwarzer, Sent Laourent, Sentlovrenka, St. Laurent (Rakousko, Chile, Německo, Španělsko), Svätý Vavrinec, Szent Loerinc (Maďarsko), S. Loerinczi, Vavřinecké, Vavřiňák.

## Kříženci
Křížením odrůd Svatovavřinecké a Frankovka vyšlechtil roku 1922 Friedrich Zweigelt v Rakousku úspěšnou odrůdu Zweigeltrebe. Roku 1961 vznikla ve Velkých Pavlovicích křížením stejných rodičů, ale v opačném pořadí, odrůda André. Z dalších kříženců, kterým je jedním z rodičů odrůda Svatovavřinecké, lze uvést například v Česku vyšlechtěné odrůdy Neronet, Ariana, Cerason, Fratava, Laurot či Sevar.

## Pěstování
Zimním mrazům odolává odrůda středně, ale poněvadž raně raší, je citlivější na jarní mrazíky. Dobře snáší sucho. Při vyšších dávkách hnojiv, zvláště dusíku a za nepříznivého počasí v době květu odrůda sprchává. V úrodnějších půdách se pro odrůdu používají podnože SO-4 a T 5C, pro horší půdy pak Cr 2 a K 5BB. Nejlépe plodí na středním vedení. Vysoké vedení se uplatňuje buď jako vrcholový tvar se srdcovým řezem (tvarem), anebo jako kordony s řezem Sylvoz, přičemž je nutný širší spon. Zatížení keřů při dobré kvalitě selekčního materiálu má být 7–8 oček na m². Na středním vedení a hlavně při užším sponu bývají výnosy po desátém roku pěstování velmi kolísavé. Výnos je méně stabilní, ale poměrně vysoký, v průměru 8 až 13 t/ha. Cukernatost dosahuje 17–20° NM, obsah kyselin 9–12 g/l.

### Fenologie
Odrůda má kratší vegetační období, než většina klasických modrých odrůd. Doba rašení oček i květu je středně raná, raší ve 2. dekádě dubna, kvete uprostřed června. Zaměkání bobulí začíná v Česku ve druhé polovině srpna, v teplejších polohách koncem první dekády srpna, sklizňová zralost začíná na jihu koncem září, v Česku až v první polovině října.

### Choroby a škůdci
Odrůda je odolnější proti plísni révové (Plasmopara viticola), protože má hutné, kožovité listy. Citlivější je na padlí révové (Uncinula necator) a chlorózu. V deštivých letech v době dozrávání bobule v hustém hroznu praskají a šíří se infekce plísní šedou (Botrytis cinerea). Častější je odumírání třapiny. Trpí svinutkou a roncetem.

### Poloha a půdy
Nároky na polohu i půdu jsou poměrně nízké. Vyšší jakosti vína se dosahuje v lehčích, záhřevných půdách, štěrkovitých či písčitých, popřípadě se zvýšeným obsahem vápníku. Velmi vhodné jsou svahovité pozemky s dobrou sluneční expozicí.

## Víno
Odrůda je oblíbená mezi našimi pěstiteli i konzumenty vín, ačkoli ve světě se na ni nahlíží spíše jako na odrůdu průměrné kvality. Pravidelně poskytuje hrozny pro získávání jakostního vína, v lepších letech i pro vína s přívlastkem. Výnos poskytuje střední a ne vždy pravidelný. Největší množství hroznů sa zpracovává jako jakostní víno metodou krátkodobé macerace do 7 dní, při teplotách 15–28 °C. Důležitá je jablečno-mléčná fermentace. Víno má potom zajímavé ovocité aroma a plnou chuť s jemnou tříslovinou. Hrozny v přívlastkové kvalitě se macerují okolo 14 dní. Fenolová zralost většinou nebývá tak dokonalá, aby bylo možno využívat velmi dlouhou dobu macerace. Takto vyrobená vína jsou vhodná ke zrání v dřevěných i barikových sudech. Svatovavřinecké se též zpracovává na růžová vína. Vhodné je okamžité lisování nebo velmi krátkodobá macerace. U tohoto typu vína se nepoužívá jablečno-mléčná fermentace.
Typové odrůdové víno je obvykle vysoce barevně intenzívní, sytě červené, někdy přechází až do fialova. Ve vůni je ovocité s typickým odrůdovým aroma, připomínajícím sušené švestky, povidla, višně, černé třešně nebo černý rybíz, ale též i skořici či sušené ovoce. Chuť je plná, příjemně natrpklá, drsnější, s ovocnými tóny, má výrazně odrůdový charakter a zajímavě strukturované třísloviny. Někdy bývají mladá vína zatížena příliš vysokým obsahem kyselin a tříslovin. Víno je kvalitní a je vhodné do směsí zejména s Modrým Portugalem. Odrůdová vína jsou vhodná ke dlouhodobější archivaci, zráním v láhvích kvalita roste, víno se stává harmonickým a v chuti se objevuje sametová hebkost.

### Stolování
Svatovavřinecké se podává k běžné konzumaci všedních jídel a k sýrům. Velmi dobře se hodí jako doprovod tmavého masa a sýrů s intenzivní chutí. Je dobrým doplňkem také ke kořeněnému vepřovému nebo ke zvěřině. Potěší rovněž v kombinaci s husou či kachnou.